# Pedredo (Santa Colomba de Somoza)
Pedredo es una localidad de la provincia de León, Comunidad Autónoma de Castilla y León, España. Forma parte del municipio de Santa Colomba de Somoza, en la comarca de la Maragatería.

## Arquitectura popular
Conserva aspectos de la arquitectura maragata y otros anteriores a esta como son las casas de sobera con cubierta de cuelmo o caña de centeno, la población la cruza el antiguo Camino Gallego, y en su trama urbana destacan la iglesia de San Esteban y la ermita de San Roque.

## Historia
El pueblo está dominado por un antiguo asentamiento datado inicialmente en la Edad del Hierro II, y conserva en los alrededores abundantes restos de una explotación aurífera romana. En el siglo XVIII, según datos del catastro de Ensenada, tenía solamente un arriero con dos mulas. Los arrieros maragatos son originarios de esta comarca.

## Economía
La principal actividad económica del pueblo está basada en la ganadería y la agricultura.
Podemos destacar actualmente la existencia en el pueblo como alojamiento de una casa rural.

## Cultura
La iglesia, consta de una nave central rematada con una bóveda de cañón en el ábside, y una capilla lateral de pequeñas dimensiones, en el retablo mayor destaca la talla de Nuestra Señora de la Antigua. También podemos apreciar en el interior la existencia en el coro de una rueda de campanas accionada por medio de la cigüeña o manivela. En el exterior de la iglesia se sitúa al sur la espadaña y su correspondiente escalera exterior en piedra como medio de acceso al campanario, además la iglesia posee un pórtico. Destaca también la ermita de San Roque, construida por los vecinos del pueblo y adosada las antiguas escuelas situándose en el centro de la población.